# Manon Stragier
Manon Stragier (Kortrijk, 12 maart 1999) is een Belgische volleybalster. Ze speelt als receptie-hoek.

## Levensloop
In haar jeugd volgde Manon Stragier onder meer het volleybalschoolprogramma van de Topsportschool in Vilvoorde. Vervolgens ging ze aan de slag bij Asterix Kieldrecht en diens erfgenaam Asterix Avo Beveren. In de zomer van 2017 trok ze op zoek naar meer speelzekerheid naar Richa Michelbeke. Na een seizoen Michelbeke volgde een seizoen VDK Gent. Sinds 2019-'20 speelt ze terug bij Asterix Avo Beveren.
Manon Stragier debuteerde in 2018 in de Belgische nationale ploeg tijdens de FIVB Nations League vrouwen 2018 en FIVB Nations League vrouwen 2019. In 2019 streed ze ook mee voor de kwalificatie voor de Olympische Zomerspelen 2020 die ze evenwel begin 2020 definitief misliepen.